# فينوثيازين
الفينوثيازين هو مركب عضوي صيغته الكيميائية S(C6H4)2NH ويتشابه مع الثيازين فيما يتعلق بفئة المركبات غير المتجانسة. تعتبر مشتقات الفينوثيازين نشطة للغاية وذات استخدام واسع وتاريخ طويل في مجال الطب. أحدثت مشتقاته كلوربرومازين وبروميثازين ثورة في مجال الطب النفسي وعلاج الحساسية على التوالي. كما يعتبر أحد مشتقاته السابقة، الميثيلين الأزرق، أحد أوائل العقاقير المضادة للملاريا، كما توجد مُشتقّات أخرى قيد التالبحث حقيق كأدوية محتملة مضادة للعدوى. يعتبر الفينوثيازين فارماكوفور للرصاص في الكيمياء الطبية .

## الاستخدامات
يستخدم الفينوثيازين نفسه من الناحية النظرية فقط، ولكن أحدثت مشتقاته ثورة في الطب النفسي، وغيره من مجالات الطب ، ومكافحة الآفات. ودُرست مشتقاته الأخرى للاستخدام المحتمل في البطاريات وخلايا الوقود المتقدمة.

### الأدوية المشتقة من الفينوثيازين
- الميثيلين الأزرق،، ويعتبر أحد أوائل العقاقير المضادة للملاريا.[5]
- بروميثازين، كمضاد للهيستامين في علاج الحساسية.
- الكلوربرومازين، كمضاد للذهان ف مجال الطب النفسي.

## الاستخدامات السابقة
كان الفينوثيازين يستخدم سابقًا كمبيد حشري وكدواء لعلاج الالتهابات التي تصيب الديدان الطفيلية (كطارد للديدان) في الماشية والناس، لكن حل محل استخدامها لهذه الأغراض مواد كيميائية أخرى.
قُدّم الفينوثيازين بواسطة شركة دوبونت كمبيد حشري في عام 1935. وحقّق أرباحًا بلغت حوالي 3،500،000 دولار في الولايات المتحدة في عام 1944. ومع ذلك ، نظرًا لتأثره بسبب أشعة الشمس والهواء، كان من الصعب تحديد مقدار استخدامه في هذا المجال، وتضاءل استخدامه في الأربعينيات من القرن الماضي مع وصول مبيدات آفات جديدة مثلثنائي كلورو ثنائي فينيل ثلاثي كلورو الإيثان.  واعتبارًا من يوليو 2015، لم يتم تسجيله في قائمة المبيدات الحشرية في الولايات المتحدة أو أوروبا أو أستراليا.
تم تقديمه على شكل طارد للديدان في الماشية في عام 1940، ويعتبر مع ثيابيندازول أول طوارد حديثة للديدان. لوحظت أولى حالات المقاومة في عام 1961. لا تزال الاستخدامات لهذا الغرض في الولايات المتحدة موصوفة  لكنه «اختفت فعليًا من السوق».
في الأربعينيات من القرن العشرين، تم تقديمه أيضًا كطارد للديدان في البشر. ونظرًا لأن الدواء غالبًا ما كان يُعطى للأطفال، فغالبًا ما يتم بيعه بطعم الشوكولاتة، مما أدّى إلى الاسم الشائع «شوكولاتة الدودة». تم استبدال الفينوثيازين بالعقاقير الأخرى في الخمسينيات.

## روابط خارجية
- MSDS نسخة محفوظة 14 يناير 2009 على موقع واي باك مشين.
- Hendricks, Christensen, J.B., and Kristiansen, Jette E. Sonderborg, Denmark. "Antibakterielle Eigenschaften der Phenothiazine: Eine Behandlungsoption für die Zukunft?" Chemotherapie Journal. 13.5. (2004): 203–205. Wissenschaftliche Verlagsgesesellschaft mbH. 21 August 2005. (PDF).
- PubChem Substance Summary: Phenothiazine National Center for Biotechnology Information.
- CDC - NIOSH Pocket Guide to Chemical Hazards